# Marlon Ayoví
Marlon Ritter Ayoví Mosquera (* 27. September 1971 in Guayaquil), Spitzname „Der Unfehlbare“ (El Infalible), ist ein ehemaliger ecuadorianischer Fußballspieler.

## Karriere
Ayoví ist ein als defensiv bezeichneter Mittelfeldspieler, der über 12 Jahre seiner Karriere beim ecuadorianischen Hauptstadtclub Deportivo Quito verbracht hat. 1993 wechselte er zu dem Verein und bestritt dort über 400 Erstligaeinsätze. Sein größter Erfolg in dieser Zeit war der Gewinn der Vize-Meisterschaft im Jahr 1997. In den letzten Jahren spielte der Kapitän seines Vereins auch eine offensivere Rolle und er war 2003 mit 14 Toren der beste Torschütze seiner Mannschaft. Er gilt außerdem als Elfmeterspezialist. Im August 2006 wechselte er zur zweiten Saisonhälfte zum Zweitligisten CD Universidad Católica, im Januar 2007 als Spielmacher zum Topklub Barcelona SC Guayaquil. Nachdem er dort in der ersten Spielzeit 30, in der zweiten jedoch nur neun Einsätze absolvierte, endete sein Vertrag Ende Dezember 2008.
Marlon Ayoví hat auch in den Auswahlen seines Landes eine lange Karriere vorzuweisen. Er spielte in sämtlichen Jugendauswahlen, der U17, der U20 und der U23, dann dauerte es allerdings einige Zeit, bis er auch in der ecuadorianischen A-Nationalmannschaft zum Einsatz kam. 1998 hatte er sein Debüt und absolvierte seitdem über 70 Nationalspiele, unter anderem bei allen wichtigen Turnieren wie der Copa América 1999, 2001 und 2004 und bei Ecuadors erster Weltmeisterschaftsteilnahme 2002, wo er in allen drei Spielen dabei war.
Auch bei der erfolgreichen Qualifikation für die Fußball-Weltmeisterschaft 2006 in Deutschland war der Routinier eine wichtige Stütze des Teams und bestritt fast alle Spiele. Mit 34 Jahren war er mit Abstand der älteste Spieler im WM-Aufgebot Ecuadors; er kam nur im Gruppenspiel gegen Deutschland zum Einsatz.

## Erfolge
- Ecuadorianischer Vize-Meister: 1997

| Personendaten    | Personendaten                      |
| ---------------- | ---------------------------------- |
| NAME             | Ayoví, Marlon                      |
| ALTERNATIVNAMEN  | Marlon Ritter Ayoví Mosquera       |
| KURZBESCHREIBUNG | ecuadorianischer Fußballspieler    |
| GEBURTSDATUM     | 27. September 1971                 |
| GEBURTSORT       | Guayaquil, Provinz Guayas, Ecuador |